# Guzmania killipiana
Guzmania killipiana är en gräsväxtart som beskrevs av Lyman Bradford Smith. Guzmania killipiana ingår i släktet Guzmania och familjen Bromeliaceae. Inga underarter finns listade i Catalogue of Life.